# Сфакс–Тина (аэропорт)
Международный аэропорт Сфакс–Тина (фр. Aéroport International de Sfax–Thyna, араб. مطار صفاقس الدولي‎) (ИАТА: SFA, ИКАО: DTTX) — аэропорт, расположенный в 6 км к юго-востоку от тунисского города Сфакс.
Как и в большинстве аэропортов Туниса эксплуатация аэропорта Сфакс–Тина осуществляется Управлением гражданской авиации и аэропортов Туниса.

## История
Во время Второй мировой войны в рамках Североафриканской кампании аэродром Сфакс использовался 9-й воздушной армией ВВС Армии США.
За время своего существования аэропорт претерпел ряд расширений и реконструкций, наиболее важное из которых произошло в 1988 году, когда значительно была расширена взлётно-посадочная полоса, а спустя год здесь был открыт грузовой терминал. В 1996 году были реконструированы складские помещения, рулёжные дорожки и терминал аэропорта, а также расширена взлётно-посадочная полоса и построена новая диспетчерская вышка.
22 декабря 2007 года был открыт новый терминал аэровокзала площадью 8000 м², что позволило увеличить пассажиропоток до 500 000 человек в год.
С 2011 по 2015 годы аэропорт Сфакс–Тина являлся основным транспортным узлом авиакомпании «Syphax Airlines».